# Rij van Lucas
De rij van Lucas is een variant op de rij van Fibonacci, met dezelfde recursie, maar met andere startwaarden. Voor de rij van Fibonacci zijn de startwaarden 0 en 1. Voor de rij van Lucas (Ln) geldt:
{\displaystyle L_{1}=1}
{\displaystyle L_{2}=3}
en voor n > 2:
{\displaystyle L_{n}=L_{n-1}+L_{n-2}}
Dit levert de rij:
1, 3, 4, 7, 11, 18, 29, 47, 76, ...
De rij is genoemd naar François Édouard Anatole Lucas (1842-1891).
De rij wordt ook vaak gedefinieerd met de startwaarden L0 = 2 en L1 = 1.

## Eigenschappen
- De som van twee Fibonacci-getallen Fn−1 en Fn+1 waarvan de indices 2 verschillen, die elkaar dus niet opvolgen, maar er een getal overgeslagen wordt, is een Lucas-getal.

{\displaystyle L_{n}=F_{n-1}+F_{n+1}}.
- Het quotiënt van twee Fibonacci-getallen F2n en Fn waarvan de indices een factor 2 verschillen, is een Lucas-getal.

{\displaystyle L_{n}={\frac {F_{2n}}{F_{n}}}}.
- Net als in de rij van Fibonacci, nadert ook {\displaystyle L_{n}/L_{n-1}} naar de gulden snede als n naar oneindig gaat.
- Met φ de gulden snede, geldt:

{\displaystyle L_{n}=\phi ^{n}+(1-\phi )^{n}}.
- Als n een priemgetal is, dan geldt dat {\displaystyle L_{n}\equiv 1{\pmod {n}}}. Er zijn ook samengestelde termen in de rij met die eigenschap.
- De voortbrengende functie van de Rij van Lucas is :{\displaystyle \sum _{n=0}^{\infty }L_{n}x^{n}={\frac {2-x}{1-x-x^{2}}}.}